# II. Hugó, Blois grófja
II. Hugó (franciául: Hugues II. de Blois-Châtillon; 1258–1307) francia nemesúr, Saint-Pol grófja 1289 és 1292 között, illetve Blois grófja 1292 és 1307 között.

## Élete
III. Guidó, Saint-Pol grófja és Brabanti Matild fiaként született.
Apja halála után, 1289-ben lett Saint-Pol grófja; 1292-ben pedig Blois grófjává választották és ekkor lemondott a Saint-Pol grófja címéről. A következő gróf öccse, IV. Guidó lett. 
1287-ben Guidó flamand gróf leányával, Dampierre Beatrixszal kötött házasságot. Két gyermekük született:
- Guidó, Blois grófja
- János, Château-Renault ura

Hugó 1307-es halála után fia, I. Guidó örökölte a Blois grófja címet.